# Farbauti (astronomia)
Farbauti, o Saturno XL, è un satellite naturale irregolare del pianeta Saturno. 

## Scoperta
L'annuncio della scoperta fu dato il 4 maggio 2005 da un gruppo di astronomi dell'Università delle Hawaii composto da Scott S. Sheppard, David C. Jewitt, Jan Kleyna e Brian G. Marsden, basandosi su riprese fotografiche effettuate fra il 12 dicembre 2004 e il 9 marzo 2005.

## Denominazione
Al momento della scoperta gli fu assegnata la designazione provvisoria S/2004 S 9. Nell'aprile 2007, l'Unione Astronomica Internazionale (IAU) gli ha assegnato la denominazione ufficiale che fa riferimento a Fárbauti, un gigante della mitologia norrena, padre di Loki.

## Parametri orbitali
Il satellite è caratterizzato da un movimento retrogrado.
Il diametro di Farbauti è stimato in circa 5 km; il pianeta orbita attorno a Saturno in 1079,099 giorni, a una distanza media di 20,291 milioni di km, con un'inclinazione orbitale di 158° rispetto all'eclittica (131° rispetto al piano equatoriale di Saturno) e con un'eccentricità di 0,209.